# هيلاري بروك
هيلاري بروك (بالإنجليزية: Hillary Brooke)‏ هي عارضة وممثلة أمريكية، ولدت في 8 سبتمبر 1914 بكوينز في الولايات المتحدة، وتوفيت في 25 مايو 1999 في الولايات المتحدة.

## أعمال

### أفلام
- (1937) باب المسرح
- (1940) قصة فيلادلفيا
- (1941) دكتور جيكل ومستر هايد
- (1942) جزيرة ويك
- (1943) شرلوك هولمز يواجه الموت
- (1944) المرأة في الأخضر
- (1953) المتاهة
- (1956) الرجل الذي عرف أكثر من اللازم

## وصلات خارجية
- هيلاري بروك على موقع IMDb (الإنجليزية)
- هيلاري بروك على موقع ألو سيني (الفرنسية)
- هيلاري بروك على موقع أول موفي (الإنجليزية)
- هيلاري بروك على موقع قاعدة بيانات الأفلام السويدية (السويدية)
- هيلاري بروك على موقع إن إن دي بي (الإنجليزية)
- هيلاري بروك على موقع قاعدة بيانات الفيلم (الإنجليزية)
- هيلاري بروك على موقع كينوبويسك (الروسية)